# Jérica
Jérica es un municipio de la Comunidad Valenciana, España. Situado en el interior de la provincia de Castellón, en la comarca del Alto Palancia. Cuenta con una población de 1726 habitantes (INE 2024). Se trata de un municipio castellanohablante, en el que el castellano cuenta con el predominio lingüístico reconocido legalmente.

## Toponimia
El topónimo deriva del árabe شارقة (šāriqa), «falda oriental [de una montaña]». En documentos árabes aparece mencionada también como قلعة الاشراق (qalʿa aš-širāq), «castillo de los jerifes».

## Historia

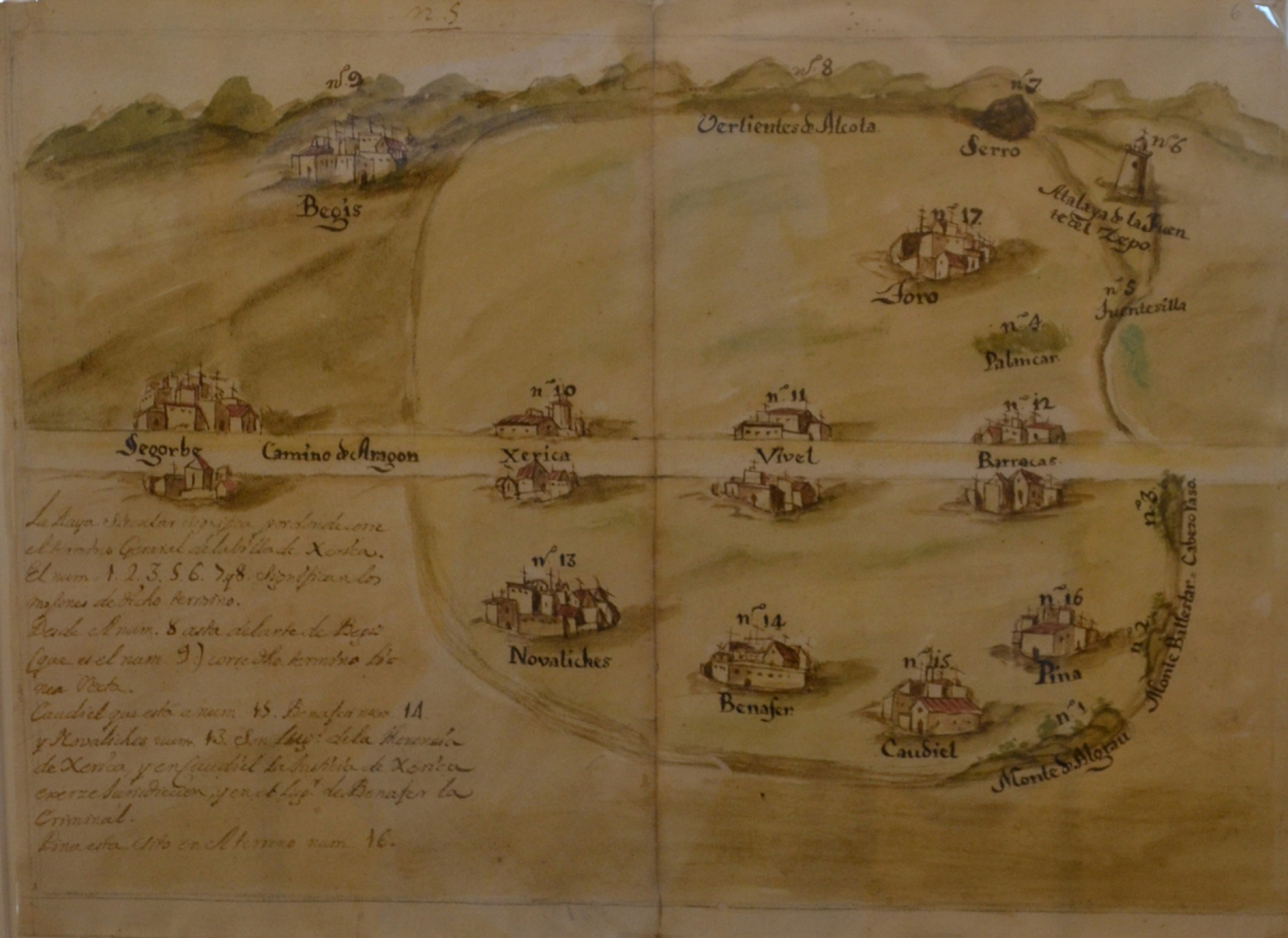
Mapa del término general de Jérica, donde aparecen dibujadas todas las poblaciones y el camino de Aragón (1717).

Está constatada la presencia humana desde el periodo neolítico gracias a los restos encontrados en la cueva de los Herreros. Del periodo ibérico existen varios asentamientos coincidiendo uno de ellos dentro del recinto del castillo.
Los restos del periodo romano son los más numerosos de toda la comarca, destacando la gran cantidad de lápidas encontradas, con especial relevancia de la conocida como Quintia Prova debido a que es la única de toda la antigua Hispania en la que se cita el costo de un arco romano con dos estatuas.
Las primeras referencias al núcleo actual de Jérica se producen durante la dominación musulmana, siendo incluida en la Taifa de Valencia tras la desintegración del Califato de Córdoba en 1027; en 1098 fue conquistada por el Cid. De esta época aún perdura el primer cuerpo de la torre de campanas y las zonas más antiguas del castillo.
El 5 de febrero de 1235 fue conquistada por las tropas cristianas al mando del sacristán gerundense Guillermo de Montgrí, aunque la población musulmana no fue expulsada.
En 1249 se produjo el otorgamiento de Carta Puebla para poblar los lugares de Jérica, puesto que el despoblamiento era ya evidente. En 1255 el rey Jaime I donó la villa de Jérica y sus términos a Teresa Gil de Vidaure, así como también donó a Teresa Gil, la villa de Alcublas en 1257.
El 29 de noviembre de 1255 el rey Jaime I otorgó en Calatayud el privilegio para que el Camino Real que baja de Aragón a Valencia pasase por Jérica, abandonando así la antigua vía que no se encontraba cercana a la población. Los reales privilegios se sucedieron y el Rey concedió potro en 1261 por el que se amplió el término del castillo y villa de Jérica. En 1272 Jaime I hizo donación en testamento, a su hijo Jaime, del castillo y villa de Jérica. Jaime II de Jérica accedió al señorío en 1284 y dos años después, en 1286, el rey Alfonso confirmó el privilegio de franqueza de la villa. El gobierno de este señor duró hasta 1321, el cual hizo heredero a su hijo Jaime. Siendo señor de la villa Jaime III de Jérica y por provisión del rey Alfonso IV de Aragón, se mandó la fortificación de la villa por medio de la muralla de media villa, señalándose ya que esta muralla existía anteriormente.
Pedro II de Jérica testó en 1361 a favor de sus hijos Juan y Pedro, quedando como heredero del señorío Juan Alfonso. En estos momentos cuando la guerra entre los reyes de Aragón y Castilla se recrudeció, y en 1363 el ejército castellano entró en la villa haciéndose fuerte en el castillo y la iglesia que se estaba labrando en él.
En 1369 murió Juan Alfonso de Jérica, último señor de la villa y con el que se extinguió la casa de Jérica al no dejar herederos varones. Jérica fue entonces devuelta a Pedro IV el Ceremonioso como bien real. El Rey decidió en 1372 hacer condado y dar investidura de él al infante Martín, en feudo y bajo pacto de volver a la Corona, al casar este con María de Luna, señora de Segorbe.
La incorporación de Jérica a la Corona Real duró poco tiempo: en 1417 siendo rey Alfonso V la donó en señorío a su hermano, el infante Don Juan.
El señorío de nuevo duró pocos años y en 1431 el infante don Juan lo vendió de manera ilegal a Francisco Zarzuela. Fueron años aquellos de descontento para la población, que sufrió con un gobierno tirano por parte de una familia que nada tenía que ver con ellos.
Las cosas continuaron así hasta que en 1479 las conversaciones de los jericanos con el rey Fernando el Católico dieron sus frutos y la villa fue de nuevo incorporada a la Corona.

### Edad Moderna
En 1537, Carlos I de España donó el señorío al Duque de Calabria, quien a su muerte, lo donó a los monjes del Monasterio de San Miguel de los Reyes de Valencia. Se produjo entonces un litigio entre los gobernadores de la villa y el entonces emperador Carlos I, al que se le solicitó de nuevo la incorporación al dominio real. Así, y durante el gobierno de Felipe I, siendo 1564, Jérica fue ya plenamente incorporada al dominio real. En 1565 abandonó el Fuero de Aragón, mediante el cual habían sido pobladas, y adoptó el de Valencia, ostentando desde entonces escudo propio.
Terminada la Guerra de Sucesión, el rey Felipe V, para premiar los servicios del duque de Berwick, vencedor en Almansa, creó el ducado de Liria y Jérica y se lo concedió. El primer duque, Jacobo Fitz-James Stuart, era hijo de Jacobo II, rey de Inglaterra, quien le había nombrado duque de Berwick y virrey de Irlanda. Fue mariscal de Francia y capitán general de España durante la guerra de Sucesión. El tercer duque de Liria y Jérica, llamado como su abuelo, casó con María Teresa de Silva y Palafox Álvarez de Toledo, duquesa de Alba. A partir de este momento, el título de duque de Liria y Jérica, pasa a manos de la casa de Alba, estando en posesión en la actualidad por Cayetana Fitz-James Stuart, quien es además alcaldesa honorífica de Liria.
Con anterioridad se cita en el libro histórico de Emma Dunia Vidal Prades denominado La Cartuja de Vall de Crist en el fin del Antiguo Régimen que la Cartuja de Vall de Cristo poseyó terrenos, masías y casas; bajo su jurisdicción, durante los años en que estuvo vigente.
En las Observaciones de Cavanilles a finales del s. XVIII; aparece mencionada Jérica, una villa situada en un cerro a una larga legua del poniente de Navajas, en una posición alta y destemplada. En lo alto del cerro se eleva un castillo que fue respetable en otro tiempo por su posición.
El río Palancia pasa profundo, dejando a la población a su izquierda. 
Los cultivos de esa villa son de dos tipos: de regadío como los árboles frutales (cerezos, manzanos,...), aunque por otra parte también hay de secano como el trigo, las moreras, etc.
En el pueblo habitaban unas 800 familias.

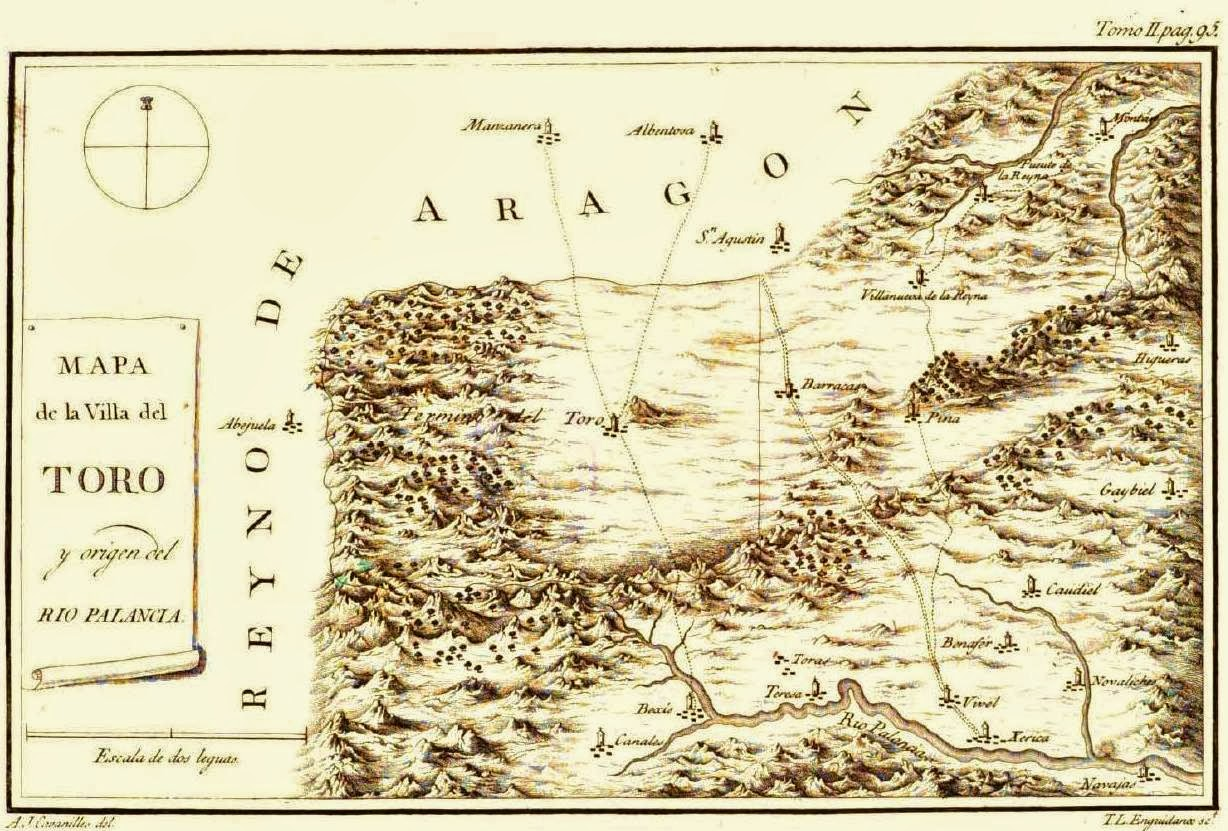
Mapa del Alto Palancia en las Observaciones de Cavanilles

### SigloXIX
Según las observaciones de Madoz en su Diccionario geográfico-estadístico-histórico de España y sus posesiones de Ultramar, Jérica estaba situado en un canal o vega formada por el monte de La Muela, al oeste, y el de San Antonio, al este. Sobre la ribera izquierda del Río Palancia, se eleva un monte en cuya falda oriental se halla fundada la villa. A esta villa, en invierno, la combaten frecuentes y recios vientos del norte, lo cual no deja de producir alguna destemplanza atmosférica, mientras que en verano se presenta un clima templado y delicioso gracias a los vientos del mar.
El terreno es algo desigual y bastante regular. La mayor parte de su terreno se halla en las sierras de una y otra parte de la vega con todo género de aprovechamientos de las producciones naturales.
Fue nombrada como villa en la época romana y sarracena, punto importante por su castillo y muralla franqueada por muchos torreones. En el último término del castillo se encuentra la torre del homenaje a 150 palmos de elevación, cuyos lados corresponden a los cuatro puntos cardinales.
Además hay 2 plazas; la mayor llamada del Olmo, es un polígono irregular bastante capaz, en la que se celebra el mercado semanal y la feria anual, encontrándose en uno de sus lados una magnífica fuente de mármol negro labrado con columnas de blanco; y la otra de la iglesia, que presenta un paralelogramo, cuya longitud, es de 35 pasos y 24 de latitud aunque hay también 3 plazuelas denominadas del Loreto, Tiendas y Carnicerías. En el centro de la calle del Arrabal se ve la casa del ayuntamiento, se conserva la bandera, cuyo frente tomaron las tropas del rey D. Jaime aquella fortaleza; en el interior del edificio, están las cárceles y calabozos. Había una escuela nocturna de adultos, a la que asisten 69 labradores y 18 artesanos, otra de niños a cargo del mismo maestro, a la que concurren 80, y se les enseña leer, escribir, aritmética, historia sagrada y doctrina cristiana, ambas pagadas por fondos municipales, otra de niñas con 70 de asistencia también pagadas con estos mismos fondos y hubo hasta 1829 una clase de gramática latina. En la misma calle el hospital para el asilo de los pobres enfermos.
También hay varias Iglesias. La iglesia parroquial (Sta.Águeda) está situada al sur de la población y edificada en el local que fue casa-palacio del infante Jaime I de Aragón, el cual lo cedió para esta edificación en 1385, hermoso frontispicio de dos cuerpos de arquitectura, de mármol negro. Existían dos conventos: uno, el de los Agustinos calzados, bajo la invocación de la Nuestra Señora del Socorro, y el otro pertenecía la orden de Capuchinos.
Las Iglesias pertenecen a la Diócesis de Segorbe-Castellón. Además hay 4 ermitas: la del Loreto, la del Santísimo Cristo de la Sangre, la de San Roque y la de Santa Lucía. El cementerio situado a 500 pasos de la población.
Asimismo pasaba la carretera de Valencia-Teruel, también ramal abierto por los vecinos de Caudiel, por los que acceden de pueblo a pueblo a herradura. También correo tres veces por semana, cuya administración subalterna antes residía en Jérica pero en 1840 fue trasladada a Viver, como cabecera del partido judicial.
Además en esa época predominaban cultivos como: trigo, cebada, avena, maíz, judías, patatas, vino, aceite, seda, cáñamos, legumbres y hortalizas; y hasta principios de siglo se cosechaban también muy buenas y abundantes; pero los naturales dieron en talar esta clase de árboles, de cuya manera perdieron uno de los ramos de su riqueza agrícola.
También había 9 tejedoras de lienzos comunes, una fábrica de papel, otra de tirar planchas de cobres, otra de jarrón, 8 de aguardiente, 8 molinos harineros de 2 muelas cada uno, 18 prensas de aceite y otros oficios y artes mecánicas.
El comercio se hacía con los frutos del país, también había 4 tiendas de ropa y quincalla y 2 abaceras.
En 1847, cuando Pascual Madoz lo redactó habitaban 825 vecinos, 2979 almas. 
Incluso se conserva la bandera de las tropas del Jaime I de Aragón, otros datos importantes eran que se celebraba un mercado semanal en virtud de privilegios otorgados por el infante D. Martin desde Valencia. Según el autor tiene una impresión positiva, ya que es objetivo y describe el pueblo tal y como era en esa época y lo cuenta con mínimo detalle.
Durante las guerras carlistas, los carlistas se hicieron fuertes en su castillo, que fue posteriormente demolido por las tropas liberales.
Por último, la localidad sufrió una gran devastación durante la Guerra civil española hasta el punto de solicitar la inclusión en la lista de Regiones Devastadas lo que hizo que el estado se encargara de la reconstrucción de numerosos monumentos.

## Geografía
Integrado en la comarca de Alto Palancia, se sitúa a 67 kilómetros de la capital provincial. El término municipal está atravesado por la autovía Mudéjar (A-23), por la carretera nacional N-234, entre los pK 36 y 44, y por carreteras locales que comunican con Navajas, Gaibiel, Benafer y Viver.
El relieve del municipio está definido por el río Palancia, que discurre bastante encajado, y por un terreno montañoso irregular situado entre la Sierra de Espadán al norte y la Sierra Calderona al sur. El río Palancia procede de Viver y atraviesa el territorio de oeste a este para desaguar en el embalse de Regajo antes de pasar al municipio de Navajas. Las mayores elevaciones se encuentran en las estribaciones de Sierra Calderona, destacando el Alto de la Cruz (857 m) y el Alto de Yuste (1030 m). La altitud oscila entre los 1030 m (Alto de Yuste) y los 380 m a orillas del río Palancia. El pueblo se alza a 523 m sobre el nivel del mar. 
| Noroeste: Viver                         | Norte: Viver, Benafer y Caudiel | Noreste: Gaibiel        |
| Oeste: Teresa                           |                                 | Este: Navajas y Segorbe |
| Suroeste: Sacañet y Alcublas (Valencia) | Sur: Altura                     | Sureste: Altura         |

## Demografía
Jérica cuenta con una población de 1726 habitantes (INE 2024).
| Gráfica de evolución demográfica de Jérica entre 1842 y 2021 |
| |
| Población de derecho según los censos de población del INE Población de hecho según los censos de población del INEEn 1857 crece el término del municipio porque incorpora a Novaliches |

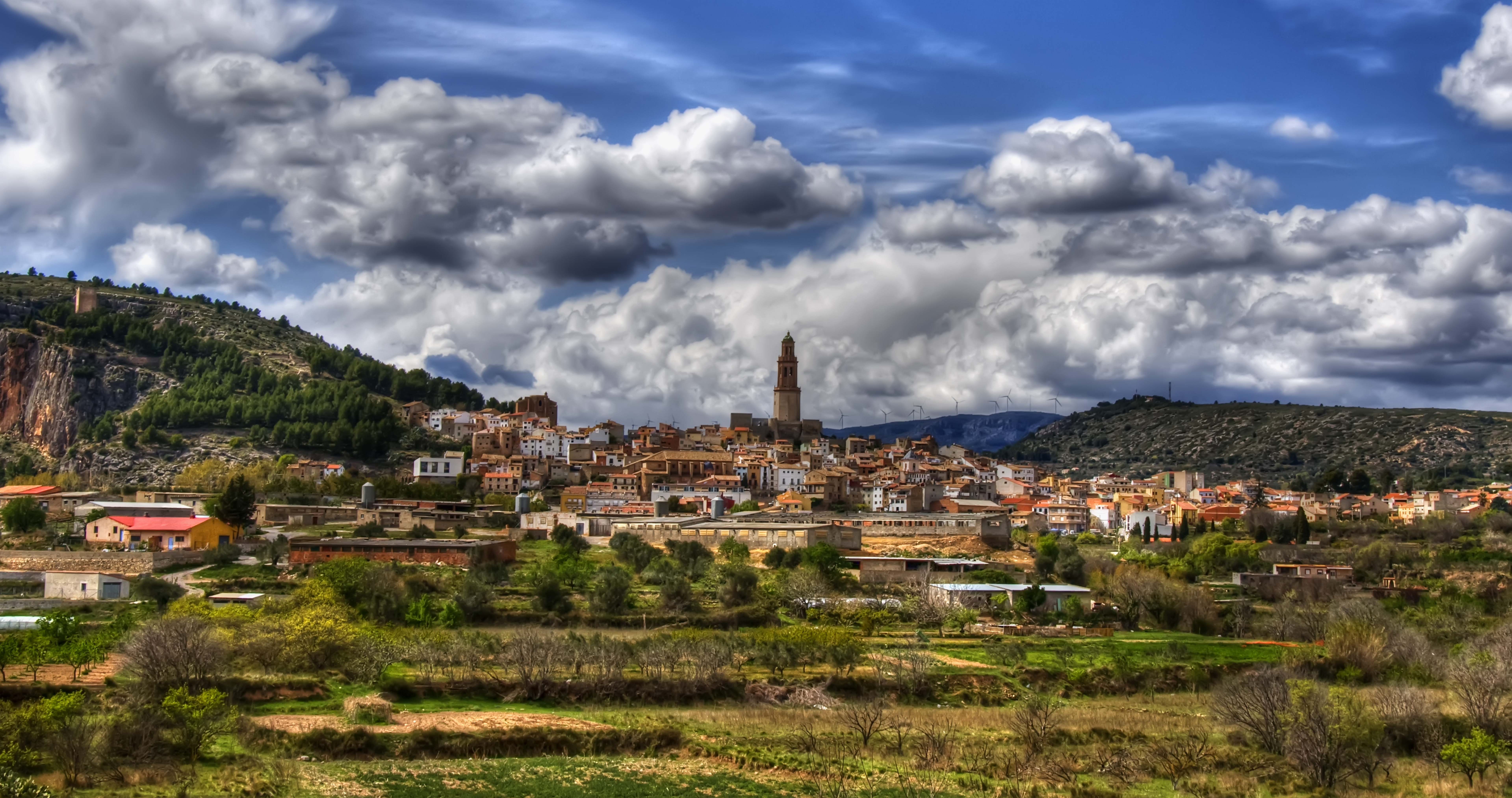
Vista panorámica

Cuenta con una población de 1553 habitantes en 2018. La mayor parte de la población reside en el núcleo de Jérica (1488), mientras que en la pedanía de Novaliches residen 93 personas, según los datos del INE 2018. Jérica ha sufrido un ligero incremento poblacional en los últimos años fruto de la inmigración desde países extranjeros, fundamentalmente de Rumanía; un 5,2 % de su población era de nacionalidad extranjera, según el censo INE 2006.
A fecha 31 de diciembre de 2009, Jérica contaba con 1703 habitantes censados, de los cuales el 8,4 % eran extranjeros. Pese a todo, es una cifra lejos de los censos de mediados del siglo XIX, donde se llegaron a registrar más de 2500 habitantes.

## Economía
Tradicionalmente el sector primario ha mantenido una gran importancia en la economía jericana. En este sentido es especialmente destacable la importancia de diversos cultivos de secano como el olivo, el algarrobo o el almendro.
Hay ganadería ovina,vacuna,porcina y avícola.
```
Recientemente el turismo rural está cobrando mayor protagonismo destacando la celebración de un mercado medieval.
```

## Administración y política
| Periodo   | Nombre                                                                | Partido   |
| --------- | --------------------------------------------------------------------- | --------- |
| 1979-1983 | Luis Ramón Martín Pérez                                               | UCD       |
| 1983-1987 | Luis Ramón Martín Pérez                                               | AP        |
| 1987-1991 | Luis Ramón Martín Pérez                                               | PP        |
| 1991-1995 | Dolores Pastora Montesinos Ramos                                      | PP        |
| 1995-1999 | Ángel Gil Ordaz                                                       | PSPV-PSOE |
| 1999-2003 | Ángel Gil Ordaz                                                       | PSPV-PSOE |
| 2003-2007 | Ángel Gil Ordaz                                                       | PSPV-PSOE |
| 2007-2011 | Ángel Gil Ordaz                                                       | PSPV-PSOE |
| 2011-2015 | Amadeo Edo Salvador                                                   | PSPV-PSOE |
| 2015-2019 | Amadeo Edo Salvador (2015-2017) María Luisa Domingo Lidón (2017-2019) | EUPV      |
| 2019-2023 | Jorge Peiró Ripoll                                                    | PP        |
| 2023-act. | Jorge Peiró Ripoll                                                    | PP        |

## Patrimonio

### Religioso

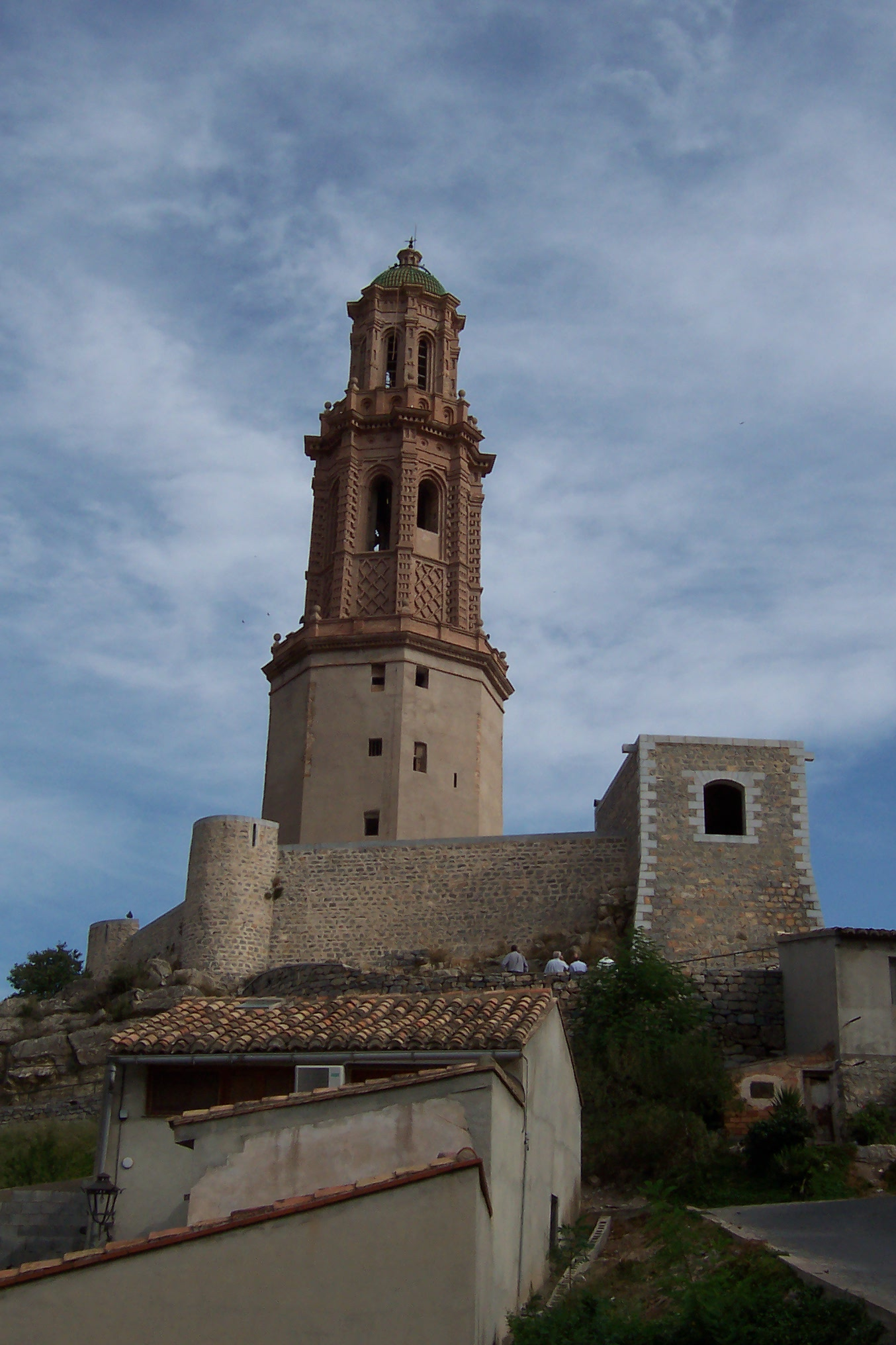
Torre mudéjar de las Campanas

- Torre de las Campanas. Construida en 1634 en estilo mudéjar sobre los restos de una construcción anterior. Es la única en este estilo de toda la Comunidad Valenciana. Tiene la poco frecuente particularidad de ser exenta (separada de su propìa iglesia). Debido a su situación en la alto de la localidad es la imagen más típica de la localidad.
- Antiguo Convento de Nuestra Señora la Virgen del Socorro
- Ermita del Calvario
- Ermita del Loreto
- Iglesia de Santa Águeda la Nueva
- Iglesia Parroquial de San Miguel de Novaliches
- Museo parroquial de Jérica
- Convento de Capuchinos

### Civil
- Castillo. Fue destruido tras las guerras carlistas. Aún se pueden observar los basamentos de la época romana, aunque la mayor parte de la construcción es del periodo musulmán. La zona mejor conservada es la torre mayor, la Torreta. Esta construcción de aspecto robusto, posee planta cuadrada con muros de más de 1'5 m de espesor. Son destacables las bóvedas de medio punto de la planta baja.
- Torres de los Ordaces y la Muela. Estas torres musulmanas formaban parte del sistema de vigía del castillo. Actualmente se encuentran en muy mal estado de conservación.
- Museo municipal de Jérica

## Fiestas
- 17 de enero: Fiestas de San Antón. Donde destaca la bendición de los animales y el reparto de los molletes en la puerta de la iglesia a todos los asistentes. Es una fiesta que se celebra desde muy antiguo. Actualmente se celebra gracias a la colaboración de la Asociación de Mujeres de Jérica.
- 5 de febrero: Fiesta de Santa Águeda, Patrona de Jérica. Fiesta local conmemorando la reconquista de la Villa por las tropas de Jaime I. Los actos religiosos son la ofrenda a la Santa, la Misa y la Procesión por las calles de la población. Desde hace unos años se acompaña de festejos taurinos y también se desarrollan diferentes actividades como exposiciones, jornadas culturales, etc.
- Semana Santa. Los actos más destacados son las celebraciones de Jueves y Viernes Santo, la procesión nocturna del Cristo de la Sangre, Patrón de Jérica, y que hasta hace unos años era acompañado por los soldados licenciados, el Encuentro donde el Corazón de Jesús y La Virgen María, tras su recorrido por distintas calles, se encuentran en la plaza y Esta hace tres reverencias. Por la tarde las conocidas Jotas de Pascua con colaboración de los Quintos.
- Miércoles siguiente al domingo de Pentecostés: La popular Feria Vallada, de origen Medieval.
- Último fin de semana de junio: Fiestas en honor al Corazón de Jesús, con actos religiosos, verbenas, chocolatada y cucañas para los más pequeños, etc.
- Segundo miércoles de julio: Festividad del Cristo de la Sangre. El origen de esta fiesta se remonta a la fundación en la Villa del Convento de los Capuchinos, que son los que traen la devoción a la localidad. Son tanto los favores recibidos que deciden nombrarlo patrón y dedicarle una iglesia.
- Tercer domingo de julio - Domingo de las Fuentes. Se ofrece un concierto a cargo de la Sociedad Musical y Cultural Otobesa, donde normalmente es acompañada de alguna banda invitada.

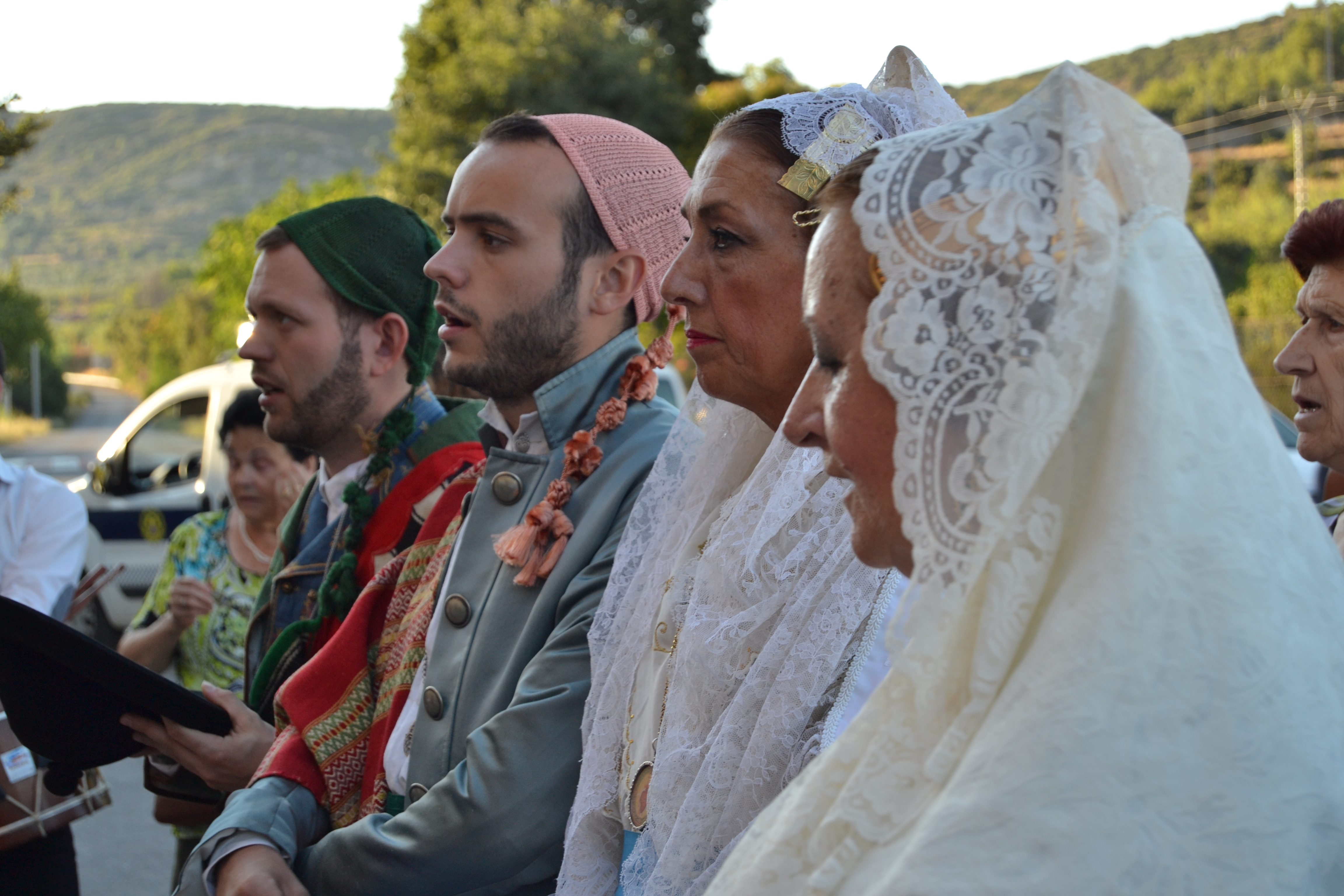
Cantos a la Virgen de los Desamparados

- Segunda semana de agosto: Fiesta en honor a la Virgen de los Desamparados, organizada por los veraneantes del pueblo.
- Fin de semana del 16 de agosto: Fiestas en honor de san Roque, organizadas por los jóvenes del pueblo. Se realizan pasacalles, volteo, verbenas y actos religiosos. En caso de que este día no coincida con el fin de semana, se realiza el inmediatamente posterior.
- Primer sábado de septiembre: Romería al Santuario de la Cueva Santa.
- Segundo fin de semana de septiembre: Fiestas de las Hijas de María, con actos religiosos, verbenas, etc.
- Tercer domingo de septiembre: Fiestas en honor a la Divina Pastora. Son, quizás, las fiestas más populares de Jérica. Durante la primera semana se realizan diversos actos: Desde la presentación de las Reinas mayor e infantil con sus respectivas Cortes de Honor, hasta el Rosario de la Pastora, pasando por verbenas, la ofrenda, las "variedades", la cabalgata de disfraces, el concierto de la banda, la Misa del Domingo, los juegos infantiles, el Vole, la Bacalá, los correfocs, etc.
- Durante la segunda semana se realizan los festejos taurinos con entradas de toros, exhibición de los mismos, toros embolados, verbenas, y el tradicional desfile de las peñas, acompañadas por la charanga de nuestra localidad.
- Día 12 de octubre: Festividad de la Virgen del Pilar. Fiesta organizada por la Rondalla La Pastorica de Jérica. Comienza el día con un pasacalle de los componentes de la Rondalla hasta la iglesia Arciprestal de Santa Águeda, donde se celebra una misa aragonesa, cantada por un grupo coral de la localidad, y en la que participan los niños de la Rondalla. Al terminar la Santa Misa, en la plaza de la Iglesia los distintos grupos de la Rondalla bailan unas jotas. Después de una comida de hermandad, hacia las 6 de la tarde chocolatada y cucañas en la plaza del Ayuntamiento.
- Fin de semana del 22 de noviembre: Santa Cecilia. Fiesta organizada por la Sociedad Musical Otobesa de Jérica, que dura todo el fin de semana. El viernes, tradicional chocolatada y cucañas. El sábado, concierto de las distintas agrupaciones que componen la sociedad, y a continuación cena popular, con actuación humorística de los músicos. El domingo, recogida de nuevos músicos, misa y comida popular.